# زیاد بن عبدالرحمن لخمی
زیاد بن عبدالرحمن لخمی همچنین شهرت‌یافته به شَبطون (-۸۰۸م) فقیه و محدث اندلسی بود. او را دین‌یارِ مسلمانی می‌دانند که مذهب مالکی را در اندلس رواج داد، پیش از آن مذهب اوزاعی در اندلس رایج بود. شبطون در روزگار هشام بن عبدالرحمن، منصب قضاوت کل را نپذیرفت اما سپس قضاوت در تولدو را برگرفت.